# Fraccionamiento la Noria
Fraccionamiento la Noria är en ort i Mexiko.   Den ligger i kommunen Torreón och delstaten Coahuila, i den centrala delen av landet, 800 km nordväst om huvudstaden Mexico City. Fraccionamiento la Noria ligger 1 120 meter över havet och antalet invånare är 1 313.
Terrängen runt Fraccionamiento la Noria är mycket platt. Runt Fraccionamiento la Noria är det ganska tätbefolkat, med 129 invånare per kvadratkilometer. Närmaste större samhälle är Torreón, 7,7 km väster om Fraccionamiento la Noria. Trakten runt Fraccionamiento la Noria består till största delen av jordbruksmark.